# چندلر بینگ
چندلر موریل بینگ (به انگلیسی: Chandler Muriel Bing) یک شخصیت خیالی و اصلی از فرندز ساخت شبکه ان بی سی است. شخصیت چندلر بینگ را متیو پری ایفای نقش کرده است. چندلر در نظرسنجی به عنوان محبوب ترین شخصیت سریال انتخاب شد.

## ویژگی‌ها
چندلر بینگ شخصیتی بذله‌گو و شوخ است چنان‌که گاهی این رفتار او باعث آزردگی دیگران می‌شود. او از این ویژگی‌ به عنوان مکانیزم دفاعی استفاده می‌کند.
والدین او در کودکی‌اش حین اجرای مراسم روز شکرگزاری از هم جدا شده‌اند و چندلر به همین دلیل به جشن شکرگزاری حساسیت دارد.
چندلر در دوران دانشگاه هم اتاقی راس گلر بود.

## شغل
چندلر در بخش تحلیل داده‌ها و آمار یک شرکت مشغول به کار است. اما هیچ یک از دوستانش به درستی درکی از شغل او ندارند. در یکی از قسمت‌های سریال چندلر ناچار می شود به دلیل سختی‌های کار استعفا بدهد تا بتواند پیش همسرش مانیکا گلر بماند.